# Martinsburg, West Virginia
Martinsburg, West Virginia là một thành phố thuộc tiểu bang West Virginia, Hoa Kỳ. Thành phố có diện tích km2, dân số là 17.117 người (2009).